# Marko Jondić
Marko Jondić (in serbo Марко Јондић?; Subotica, 3 maggio 1995) è un calciatore serbo, centrocampista del Nybergsund.

## Carriera

### Club
Jondić ha cominciato la carriera con la maglia dello Spartak Zlatibor Voda, società che ha successivamente cambiato la propria denominazione in Spartak Subotica. Ha esordito in Superliga in data 25 maggio 2011, subentrando a Nemanja Nikolić nel pareggio per 2-2 arrivato sul campo della Stella Rossa.
Nella stagione 2012-2013 è stato in forza al Palić, in prestito. L'anno successivo è tornato allo Spartak Subotica, dove ha disputato 34 partite di campionato nelle due stagioni seguenti. Ha rescisso il contratto che lo legava al club a gennaio 2017.
A gennaio 2018 è stato in prova ai norvegesi dell'Elverum, che in data 13 febbraio ne hanno ufficializzato l'ingaggio.
Il 30 gennaio 2021, Jondić è stato ingaggiato dal Nybergsund.

## Statistiche

### Presenze e reti nei club
Statistiche aggiornate al 24 febbraio 2021.
| Stagione                | Club                    | Campionato              | Campionato | Campionato | Coppe nazionali | Coppe nazionali | Coppe nazionali | Coppe continentali | Coppe continentali | Coppe continentali | Supercoppe | Supercoppe | Supercoppe | Totale | Totale |
| Stagione                | Club                    | Comp                    | Pres       | Reti       | Comp            | Pres            | Reti            | Comp               | Pres               | Reti               | Comp       | Pres       | Reti       | Pres   | Reti   |
| ----------------------- | ----------------------- | ----------------------- | ---------- | ---------- | --------------- | --------------- | --------------- | ------------------ | ------------------ | ------------------ | ---------- | ---------- | ---------- | ------ | ------ |
| 2010-2011               | Spartak Zlatibor Voda   | SL                      | 1          | 0          | CS              | ?               | ?               | -                  | -                  | -                  | -          | -          | -          | 1      | 0      |
| 2011-2012               | Spartak Zlatibor Voda   | SL                      | 0          | 0          | CS              | 0               | 0               | -                  | -                  | -                  | -          | -          | -          | 0      | 0      |
| 2012-2013               | Palić                   | SLV                     | ?          | ?          | CS              | ?               | ?               | -                  | -                  | -                  | -          | -          | -          | ?      | ?      |
| 2013-2014               | Spartak Subotica        | SL                      | 2          | 0          | CS              | 0               | 0               | -                  | -                  | -                  | -          | -          | -          | 2      | 0      |
| 2014-2015               | Spartak Subotica        | SL                      | 10         | 0          | CS              | 0               | 0               | -                  | -                  | -                  | -          | -          | -          | 10     | 0      |
| 2015-2016               | Spartak Subotica        | SL                      | 22         | 0          | CS              | 2               | 0               | -                  | -                  | -                  | -          | -          | -          | 24     | 0      |
| 2016-gen. 2017          | Spartak Subotica        | SL                      | 0          | 0          | CS              | 0               | 0               | -                  | -                  | -                  | -          | -          | -          | 24     | 0      |
| Totale Spartak Subotica | Totale Spartak Subotica | Totale Spartak Subotica | 35         | 0          |                 | 2+              | 0+              |                    | -                  | -                  |            | -          | -          | 37+    | 0+     |
| 2018                    | Elverum                 | 2D                      | 22         | 1          | CN              | 2               | 0               | -                  | -                  | -                  | -          | -          | -          | 24     | 1      |
| 2019                    | Elverum                 | 2D                      | 20         | 1          | CN              | 1               | 0               | -                  | -                  | -                  | -          | -          | -          | 21     | 1      |
| Totale Elverum          | Totale Elverum          | Totale Elverum          | 42         | 2          |                 | 3               | 0               |                    | -                  | -                  |            | -          | -          | 45     | 2      |
| 2021                    | Nybergsund              | 3D                      | 0          | 0          | CN              | 0               | 0               | -                  | -                  | -                  | -          | -          | -          | 0      | 0      |
| Totale                  | Totale                  | Totale                  | 77+        | 2+         |                 | 5+              | 0+              |                    | -                  | -                  |            | -          | -          | 82+    | 2+     |